# Teoria de la bastida

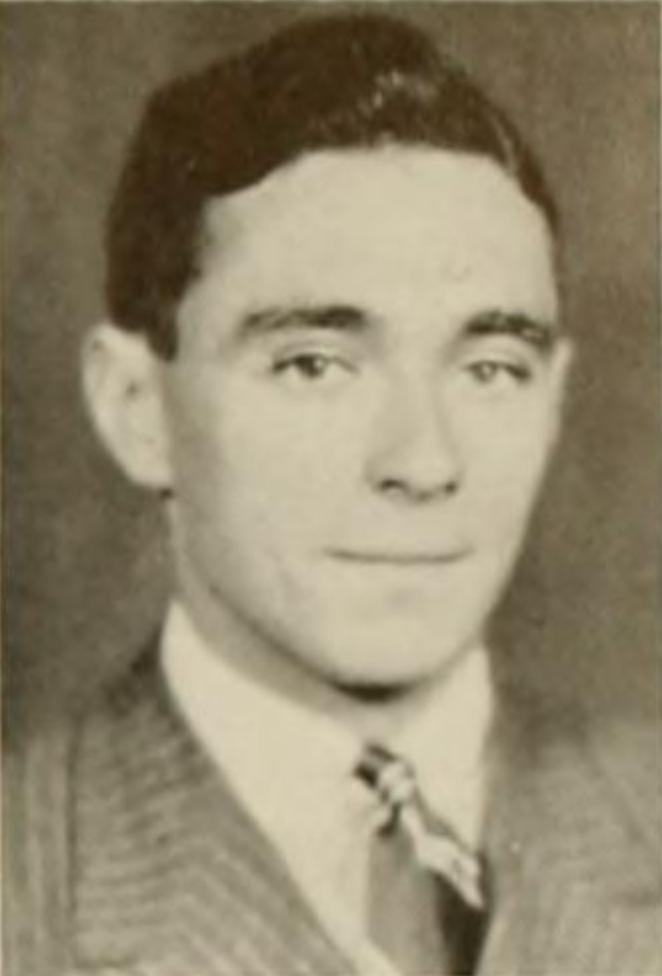
Jerome Bruner, 1936

La teoria de la bastida o bastida educativa (en anglès, instructional scaffolding) va ser proposada per Jerome Bruner l'any 1976 i es basa en la visió constructivista de Lev Vigotski amb el seu concepte de zona de desenvolupament pròxim (ZDP).
Tracta de la distància entre allò que un alumne pot resoldre per si sol, i allò que podria realitzar amb ajuda d'un professor, arribant eventualment al nivell de desenvolupament potencial. La informació que presenta el professor a l'alumne ha de ser engrescadora, ha de presentar-se en forma de repte cap a l'alumne i ha d'estar preparada. Així doncs, cal saber què presentar i quan presentar-ho de manera que sigui plenament comprensible i ajudi veritablement a la creació de coneixement.